# Campionato ceco di calcio a 5 2008-2009
La 1. Futsal Liga 2008-2009 è stata la diciassettesima edizione del Campionato ceco di calcio a 5, disputato nella stagione 2008/2009 con la formula del girone all'italiana e successivi play-off tra le prime otto squadre. La vittoria finale è andata all'Chrudim, al suo quinto titolo nazionale, terzo consecutivo.

## Stagione regolare
| Pos | Squadra              | Pti | G  | V  | N | P  | GF  | GS  |
| --- | -------------------- | --- | -- | -- | - | -- | --- | --- |
| 1   | Era-Pack Chrudim     | 66  | 22 | 22 | 0 | 0  | 134 | 40  |
| 2   | Eco Investment Praha | 49  | 22 | 15 | 4 | 3  | 99  | 59  |
| 3   | Benago               | 36  | 22 | 10 | 6 | 6  | 94  | 76  |
| 4   | SELP Mladá Boleslav  | 33  | 22 | 9  | 6 | 7  | 81  | 69  |
| 5   | Helas Brno           | 33  | 22 | 10 | 3 | 9  | 87  | 92  |
| 6   | Nejzbach             | 28  | 22 | 8  | 4 | 10 | 84  | 90  |
| 7   | Delta Real Šumperk   | 27  | 22 | 8  | 3 | 11 | 75  | 117 |
| 8   | Torf Pardubice       | 26  | 22 | 7  | 5 | 10 | 57  | 62  |
| 9   | Jistebník            | 24  | 22 | 7  | 3 | 12 | 60  | 69  |
| 10  | Olympik Mělník       | 20  | 22 | 6  | 2 | 14 | 68  | 96  |
| 11  | Kladno               | 17  | 22 | 5  | 2 | 15 | 63  | 99  |
| 12  | VŠB Ostrava          | 15  | 22 | 3  | 6 | 13 | 60  | 93  |

|  | Play-off   |
|  | Retrocesse |

## Play-off

### Quarti di finale
| Squadra1               | Squadra2           | Gara #1 | Gara #2 | Gara #3 |
| ---------------------- | ------------------ | ------- | ------- | ------- |
| Era-Pack Chrudim -     | Torf Pardubice     | 5 - 0   | 3 - 2   |         |
| SELP Mladá Boleslav -  | Helas Brno         | 4 - 3   | 3 - 1   |         |
| Eco Investment Praha - | Delta Real Šumperk | 7 - 3   | 4 - 5   | 8 - 1   |
| Benago -               | Nejzbach           | 6 - 1   | 2 - 3   | 6 - 3   |

### Semifinali
| Squadra1               | Squadra2            | Gara #1 | Gara #2 | Gara #3     | Gara #4 | Gara #5 |
| ---------------------- | ------------------- | ------- | ------- | ----------- | ------- | ------- |
| Eco Investment Praha - | Benago              | 8 - 2   | 4 - 0   | 7 - 0       |         |         |
| Era-Pack Chrudim -     | SELP Mladá Boleslav | 1 - 4   | 3 - 2   | 3 - 4 (DTS) | 3 - 0   | 5 - 2   |

### Finale
| Squadra1           | Squadra2             | Gara #1 | Gara #2 | Gara #3 | Gara #4 | Gara #5 |
| ------------------ | -------------------- | ------- | ------- | ------- | ------- | ------- |
| Era-Pack Chrudim - | Eco Investment Praha | 8 - 1   | 6 - 0   | 4 - 3   |         |         |